# Oplurus quadrimaculatus
Espèce
Synonymes
- Centrura quadrimaculatus (Duméril & Bibron, 1851)
- Hoplurus quadrimaculatus (Duméril & Bibron, 1851)
- Oplurus montanus Grandidier, 1869

Statut de conservation UICN

 LC  : Préoccupation mineure
Oplurus quadrimaculatus est une espèce de sauriens de la famille des Opluridae.

## Répartition
Cette espèce est endémique de Madagascar et se rencontre dans le Sud et le centre de cette île.

## Publication originale
- Duméril & Duméril, 1851 : Catalogue méthodique de la collection des reptiles du Muséum d'Histoire Naturelle de Paris. Gide et Baudry/Roret, Paris, p. 1-224 (« texte intégral »(Archive.org • Wikiwix • Archive.is • Google • Que faire ?)).